# Ennomos du Tilleul
Espèce
Synonymes
- Phalaena alniaria (Linnaeus, 1758)

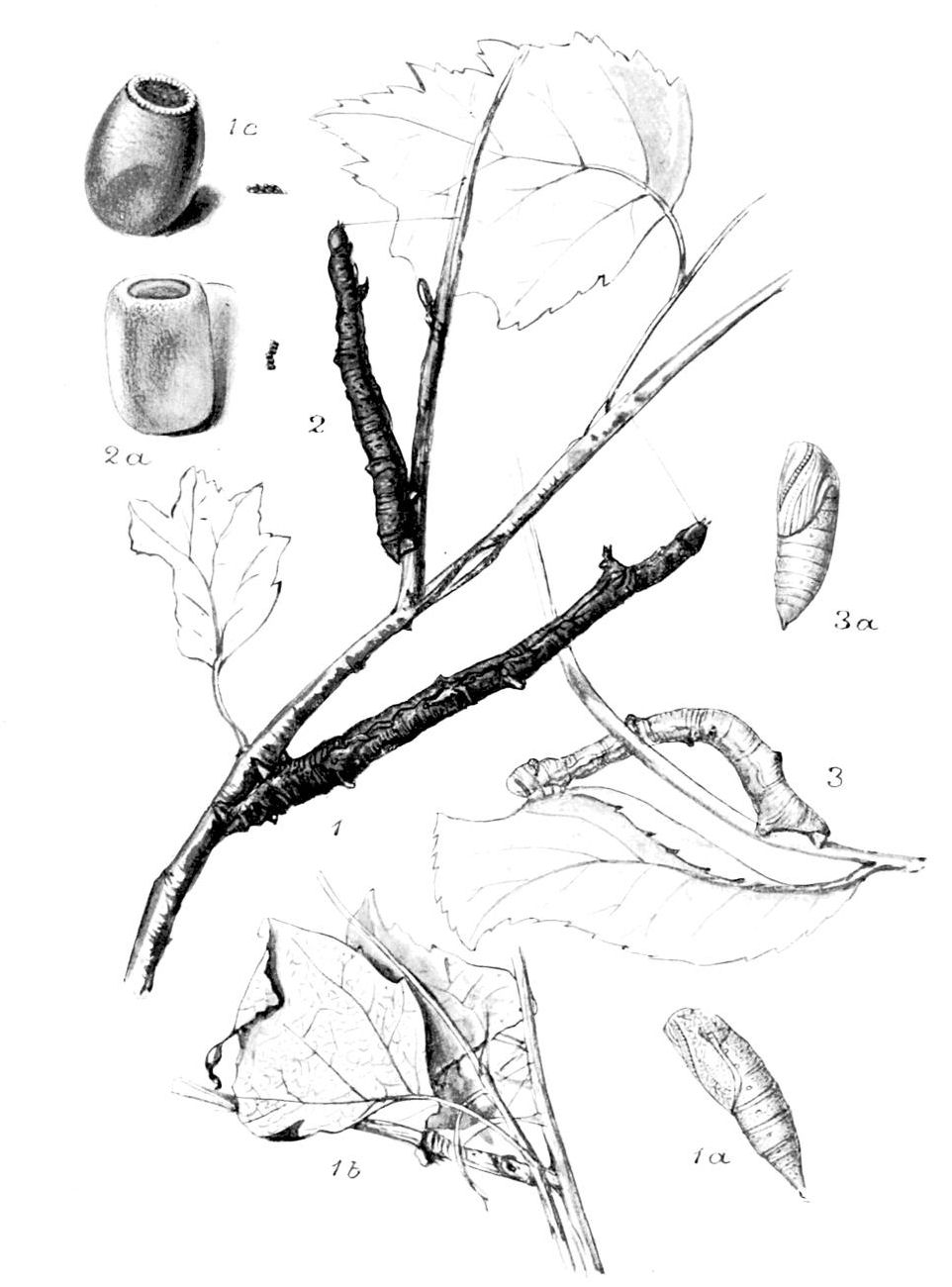
Planche démontrant le comportement mimétique des chenilles du genre Ennomos.

L'Ennomos du Tilleul (Ennomos alniaria) est une espèce de Lépidoptères de la famille des Geometridae et du genre Ennomos, décrite par Carl von Linné en 1758.

## Répartition
Cette espèce se retrouve uniquement en Europe, où elle peut s'observer du Portugal jusqu'aux Pays baltes. Elle est aussi présente en Grande-Bretagne et en Scandinavie, en revanche, elle est absente de l'Italie et du Sud-Est de l'Europe.

## Description
- L'imago atteint une envergure allant de 36 à 43 millimètres. Les ailes, dont les bords sont fortement irréguliers, sont de couleur ocre parsemées de points gris, deux lignes gris foncé traversent les ailes antérieures[3]. L'Ennomos du Tilleul se différencie des autres espèces du genre Ennomos de par la présence de poils de couleur jaune canari sur le thorax[4].

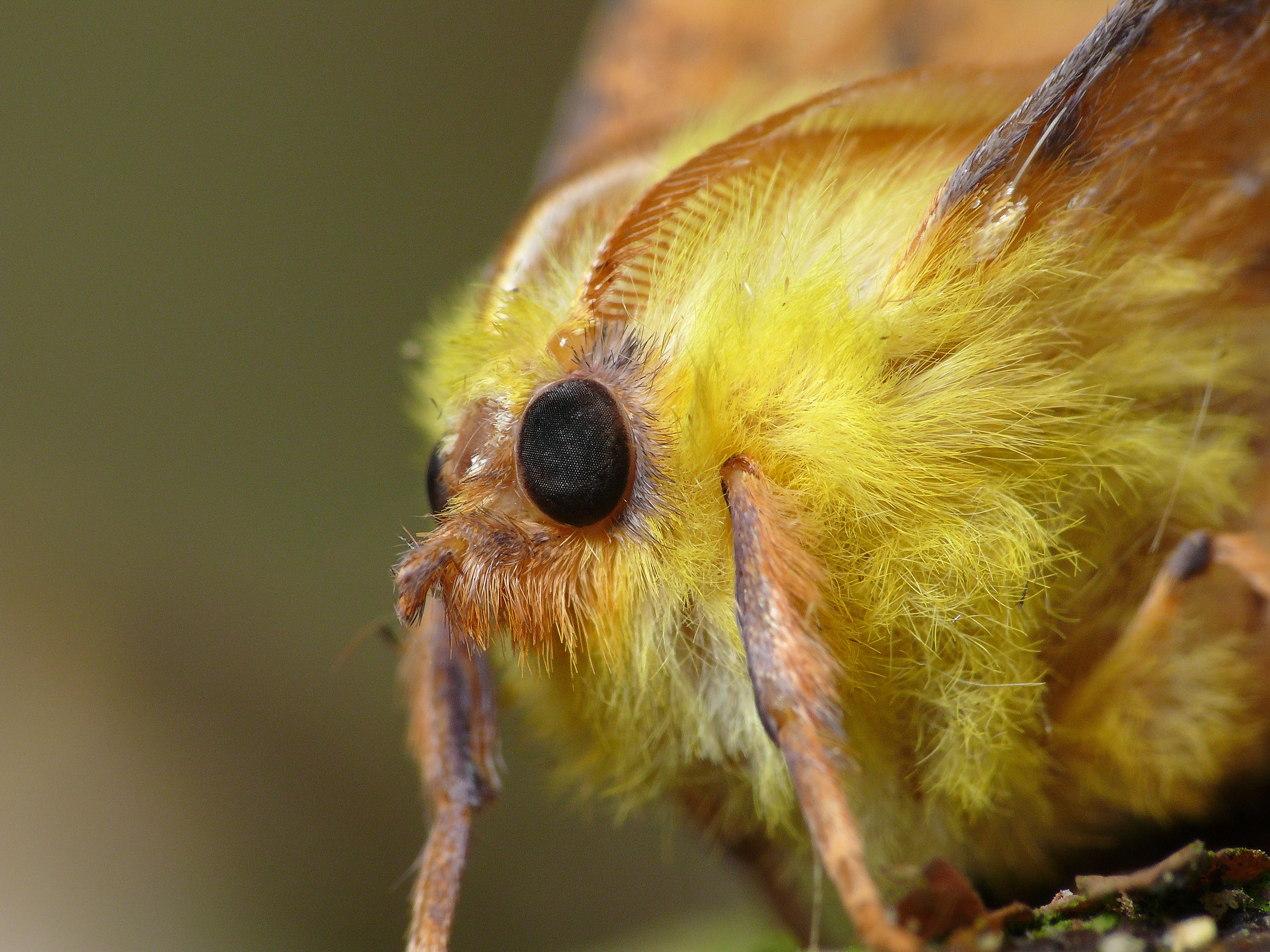
Gros plan de la tête et de l'avant du thorax. Les poils jaune canari du thorax sont bien visibles.

- La chenille ressemble fortement à un petit rameau d'arbre[5]. Celle-ci est brune, de forme allongée avec une face ventrale tirant sur le vert. Une bosse bien marquée est présente sur la seconde section abdominale[4].

- Les œufs sont en forme de brique de couleurs noire, une dépression est visible sur la partie supérieure[4].

## Biologie
L'imago vole de juin à octobre dans divers milieux comme les forêts, les broussailles, les zones humides et bords de cours d'eau, il est facilement attiré par la lumière,.
La chenille est phyllophage et se nourrit sur plusieurs essences d'arbre différentes, parmi lesquelles figurent notamment l'aulne, le bouleau et le tilleul,. Sa ressemblance avec un rameau, lui permet d'éviter les prédateurs. Ce phénomène est accentué par le comportement de la chenille au repos, celle-ci va s'agripper à une branche avec sa dernière paire de pattes arrière et tendre le reste de son corps en biais par rapport à la branche, accentuant sa ressemblance avec un rameau.
La chenille confectionne son cocon entre des feuilles mortes, de la mousse ou bien de l'herbe.
C'est sous forme d'œuf que l'Ennomos du Tilleul hiberne.